# 위리 얀손
위리 얀손(에스토니아어: Jüri Jaanson, 1965년 10월 14일~) 또는 유리 아르노예비치 얀손(러시아어: Ю́рий Арноевич Я́ансон)은 에스토니아의 조정 선수 출신 정치인이다. 그는 올림픽에 6회 연속으로 참가했으며 2004년 하계 올림픽에서 남자 조정 싱글 스컬 은메달을 획득했고 2008년 하계 올림픽 남자 조정 싱글 스컬 종목에서 은메달을 획득했다. 또한 세계 선수권 대회에서 금메달 1개, 은메달 1개, 동메달 3개를 획득했다.
2010년 현역 은퇴 후 에스토니아 개혁당에 입당하여 정치인으로 활동했으며 2011년과 2015년 리기코구 의원에 당선되었다.